# Augusta Rålamb
Augusta Ulrica Rålamb, född 5 juli 1801, död 18 augusti 1821 på Drottningholms slott, var en svensk målare och tecknare.
Hon var dotter till överhovstallmästaren friherre Claes Rålamb och Ulrica Eleonara von Düben. Rålamb var verksam som akvarellmålare och tecknare. Hon finns representerad vid bland annat Uppsala universitetsbibliotek med ett par akvareller.